# By the Grace of God
By the Grace of God från 2002 är det femte albumet av den svenska rockgruppen The Hellacopters. Det blev tvåa på den svenska albumlistan, vilket var den bästa placeringen för något av gruppens album.

## Låtlista
1. "By the Grace of God" (Andersson/Håkansson) - 3:05
2. "All New Low" (Andersson) - 3:27
3. "Down on Freestreet" (Andersson) - 2:41
4. "Better Than You" (Andersson) - 2:45
5. "Carry Me Home" (Andersson) - 3:43
6. "Rainy Days Revisited" (Andersson) - 3:41
7. "It's Good But It Just Ain't Right" (Andersson) - 2:55
8. "U.Y.F.S." (Lindström/Bjäred) - 3:58
9. "On Time" (Andersson) - 3:10
10. "All I've Got" (Dahlqvist/Håkansson) - 2:45
11. "Go Easy Now" (Andersson) - 2:55
12. "The Exorcist" (Andersson) - 2:39
13. "Pride" (Andersson) - 3:34

## Medverkande
- Nicke Andersson
- Robert Dahlqvist
- Robert Eriksson
- Kenny Håkansson
- Anders Lindström
- Chips Kiesbye (producent)